# Acen
Acen (ook wel: ACEN) is de artiestennaam waaronder Acen Razvi (echte naam: Syed Ahsen Razvi), geboren in de Verenigde Arabische Emiraten, van 1991 tot 1996 voor het platenlabel Production House Records in Engeland housemuziek produceerde. Acen staat vooral bekend als producer van hardcore breakbeat, rave en drum n bass.
Acen begon in de late jaren tachtig als de helft van het duo The house crew samen met Floyd Dyce (Baby D). Met Dyce maakt hij ook tracks onder namen X-Static en Brothers grimm. De eerste eigen hit van Acen was Close Your Eyes uit 1991. Deze single werd in het Verenigd Koninkrijk tot Music Week's Dance Single of the Year verkozen en is een echte hardcore-breakbeatklassieker. Als belangrijkste markeringspunt van Acen in de geschiedenis van de housemuziek geldt evenwel Trip II The Moon, een plaat die zeer populair was in clubs en in 1992 zelfs de hitparade haalde. Daarna volgde het nummer Window in the Sky, waarna in 1994 Acens verzamelalbum 75 Minutes verscheen waarop zijn singles staan met wat remixes.
Vanaf het midden van de jaren negentig schuift hij op naar de drum 'n' bass. Hij brengt in de periode van 1999 tot 2004 een reeks singles en ep's uit. Na Dirty raver besloot hij als muziekproducer te stoppen. SIndsdien richt hij zich op de productie van digitale films. Hij verhuisde terug naar zijn geboorteland en begon een productiebedrijf.